# Чавдарче
Чавдарские отряды в Народной республике Болгария, ед. ч. чавдарче, мн. ч. чавдарчета (в русскоязычной передаче чавдарчата) — бывшая детская организация в НРБ, примерный аналог советских октябрят. Членами организации были дети с 1-го по 3-й класс начальной школы (в возрасте от 6 до 10 лет).
Деятельностью чавдарских групп руководили классные руководители детей, организация Септемврийче (аналог советских пионеров) и отделы по работе с детьми горкомов БКП на местах. Основной целью организации было воспитание детей в духе патриотизма и верности идеалам коммунизма, БКП и СССР.
По окончании пребывания в чавдарчатах, с 4 по 8 класс дети состояли в Димитровской пионерской организации «Септемврийче» — пионерской организации НРБ, а старшеклассники, солдаты, студенты, рабочая и служащая молодежь — в ДКМС (Комсомол).

## Покровитель и символы
Покровителем организации считался воевода Чавдар, который, согласно народной легенде, был «крылом (защитником) для бедняков». В годы Второй мировой войны в Болгарии действовала партизанская бригада «Чавдар», командиром которой был Добри Джуров, будущий министр обороны НРБ, а руководящие посты в бригаде занимали будущий генеральный секретарь ЦК БКП Тодор Живков, будущие секретари ЦК Димитр Станишев, Йордан Йотов и др.
Символы Чавдарских отрядов были следующие:
- синий галстук, который каждый чавдарче должен был носить на шее каждый день. Его повязывали члену организации через несколько недель после того, как он поступал в первый класс, на торжественной церемонии, часто перед памятником борцам против османского владычества .
- значок с изображением жёлтого льва с факелом на зелёном фоне и надписью «Чавдарче», который носился на верхней одежде. Знак необходимо было носить в праздники и торжественные церемонии, а в другие дни — по желанию.
- белая феска с зелёным верхом и жёлтым львом спереди, напоминавшая головные уборы участников болгарского ополчения 19 века. Надевалась только по праздникам и торжественным церемониям.
- зелёный флаг с вышитым золотым львом, надписью «Чета Чавдарче» и жёлтой бахромой по краям, напоминавший по дизайну флаг повстанцев против османского владычества. Флаг хранился в школе и вывешивался только по праздникам и на торжественных церемониях.

- Чавдарский галстук
- Чавдарский значок
- Чавдарский головной убор («калпак»)
- Чавдарчета на фоне Партийного мемориального дома в Бузлудже
- Чавдарский флаг
- Оборотная сторона Чавдарского флага
- Чавдарчата (в синих галстуках) и пионеры (в красных галстуках) на демонстрации в Варне

## Принципы чавдарчат
- Чавдарче любит свободную родину, как свою мать.
- Чавдарче любит труд, первым приходит на помощь.
- Маленькие чавдарчата — хорошие товарищи.
- Чавдарче — весёлый ребёнок, играет, поет, учится, читает.
- Чавдарче вежливо здоровается, стариков уважает.
- Чавдарче помнит и дома, и на уроках: «Я стану пионером!»— Из книжки члена Чавдарских отрядов